# Balancekontakt
Unter einem Balancekontakt versteht man in der Zahnmedizin den Antagonistenkontakt auf der Nichtarbeitsseite (Nichtkauseite) des Gebisses, während einer Seitwärtsbewegung des Unterkiefers (Mediotrusionsbewegung).

## Natürliches Gebiss
Im natürlichen Gebiss wird bei einer Seitwärtsbewegung des Unterkiefers durch die Eckzahnführung der Kontakt zwischen den Zähnen des Ober- und Unterkiefers verhindert. Hyperbalancen sind schädlich. Sie können zur Störung des feed-back-Mechanismus innerhalb der neuromuskulären Koordination führen und dadurch Parafunktionen, insbesondere Knirschgewohnheiten auslösen (Der störende Kontakt soll gewissermaßen durch das Knirschen weggeschliffen werden). Weitere mögliche Folgen sind Stillmann-Spalten, McCollum-Girlanden, bis hin zu Kiefergelenksbeschwerden und Zahnlockerungen. Balancekontakte können durch ein Einschleifen des Gebisses beseitigt werden.

### Eckzahnführung

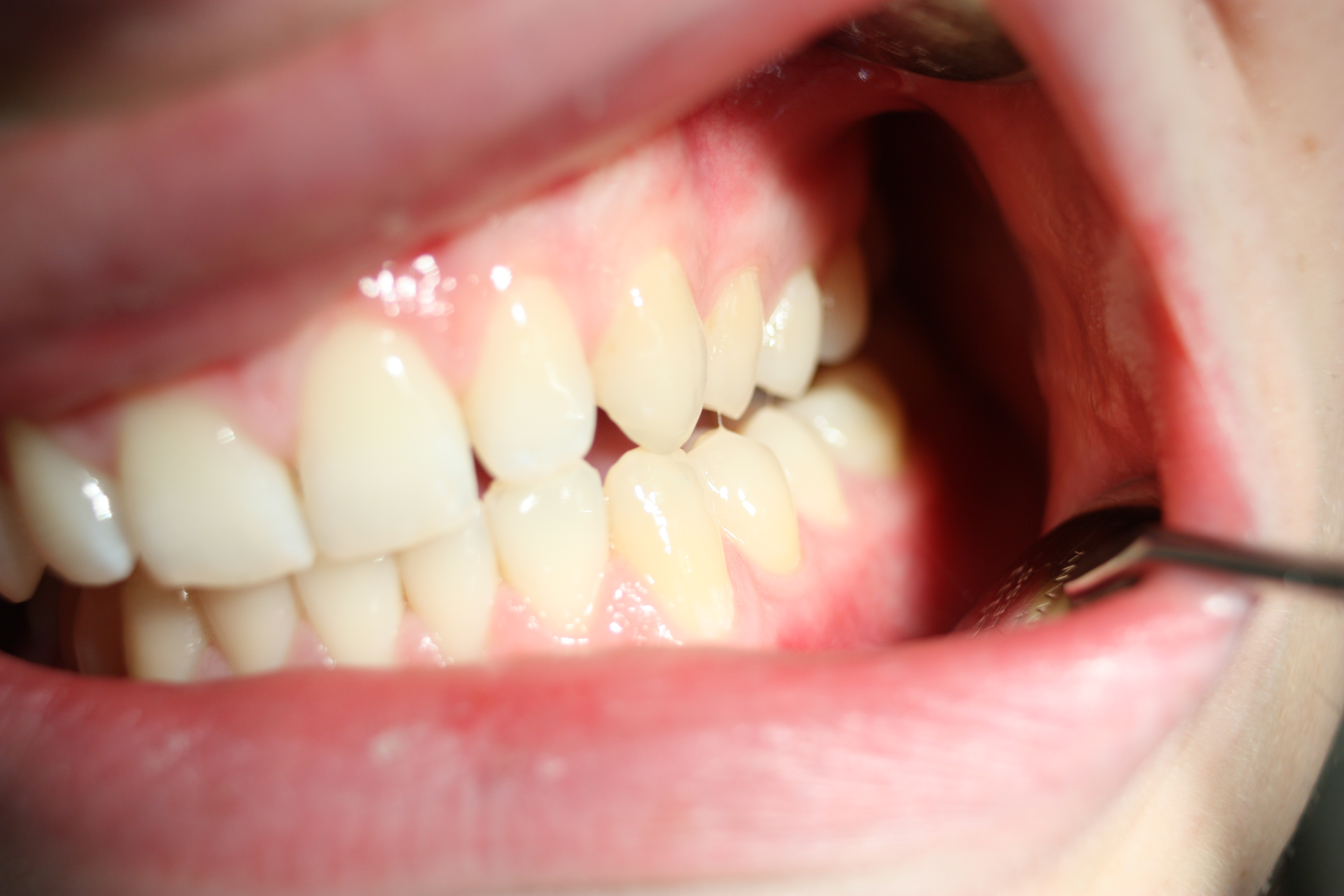
Eckzahnführung im natürlichen Gebiss. Die Backenzähne geraten außer Kontakt.

Im natürlichen Gebiss sorgt die Eckzahnführung dafür, dass bei einer Seitwärtsbewegung (Laterotrusionsbewegung) der Unterkiefer zur Öffnung gezwungen wird. Bei einer Seitwärtsbewegung des Unterkiefers blockieren die Eckzähne des Ober- und Unterkiefers eine Seitwärtsbewegung. Sie ist nur dann möglich, wenn der Eckzahn des Unterkiefers am Eckzahn des Oberkiefers entlang gleitet, wodurch der Mund zum Öffnen gezwungen wird. Dadurch geraten die Zähne im Seitenzahnbereich (Prämolaren und Molaren) außer Kontakt. Gleiches bewirken die Frontzähne (Schneidezähne und Eckzähne) bei einer Vorschubbewegung des Unterkiefers, wobei dann die Frontzähne des Unterkiefers an den Innenseiten der Frontzähne des Oberkiefers entlang gleiten und die Backenzähne zur Öffnung zwingen. Eckzähne sind durch ihre langen Wurzeln dazu geeignet, seitliche Belastungskräfte aufzufangen, die an den übrigen Zähnen, die kürzere Wurzeln besitzen, zu einer Lockerung führen würden.

## Totalprothese
Bei einer Totalprothese sind hingegen Balancekontakte nicht nur erwünscht, sondern tragen zur Stabilisierung der Prothesen bei. Eine alleinige Front- und Eckzahnführung würde ein Aushebeln und Kippen der Prothesen bewirken. In Ausnahmefällen kann sie als Grundlage dienen, beispielsweise bei ausgeprägtem Kieferkamm und jungen Prothesenträgern. Aus diesem Grund werden Prothesenzähne so aufgestellt und entsprechend eingeschliffen, dass keine aushebelnden Führungszonen bestehen. Vielmehr werden absichtlich Balancekontakte hergestellt. Dies bedeutet, dass bei einer Seitwärtsbewegung des Unterkiefers die Zähne beider Seiten unter Kontakt aufeinander gleiten. Bei der Vorschubbewegung des Unterkiefers gleiten auch die Molaren der Ober- und Unterkieferprothese übereinander und sorgen für eine distale (hintere) Abstützung. Hierzu werden die Zähne gemäß der Spee-Kurve (sagittale Kompensationskurve) aufgestellt.